# Sarcophaga cheesmanae
Sarcophaga cheesmanae är en tvåvingeart som beskrevs av Salem 1946. Sarcophaga cheesmanae ingår i släktet Sarcophaga och familjen köttflugor. Inga underarter finns listade i Catalogue of Life.